# Festa americana

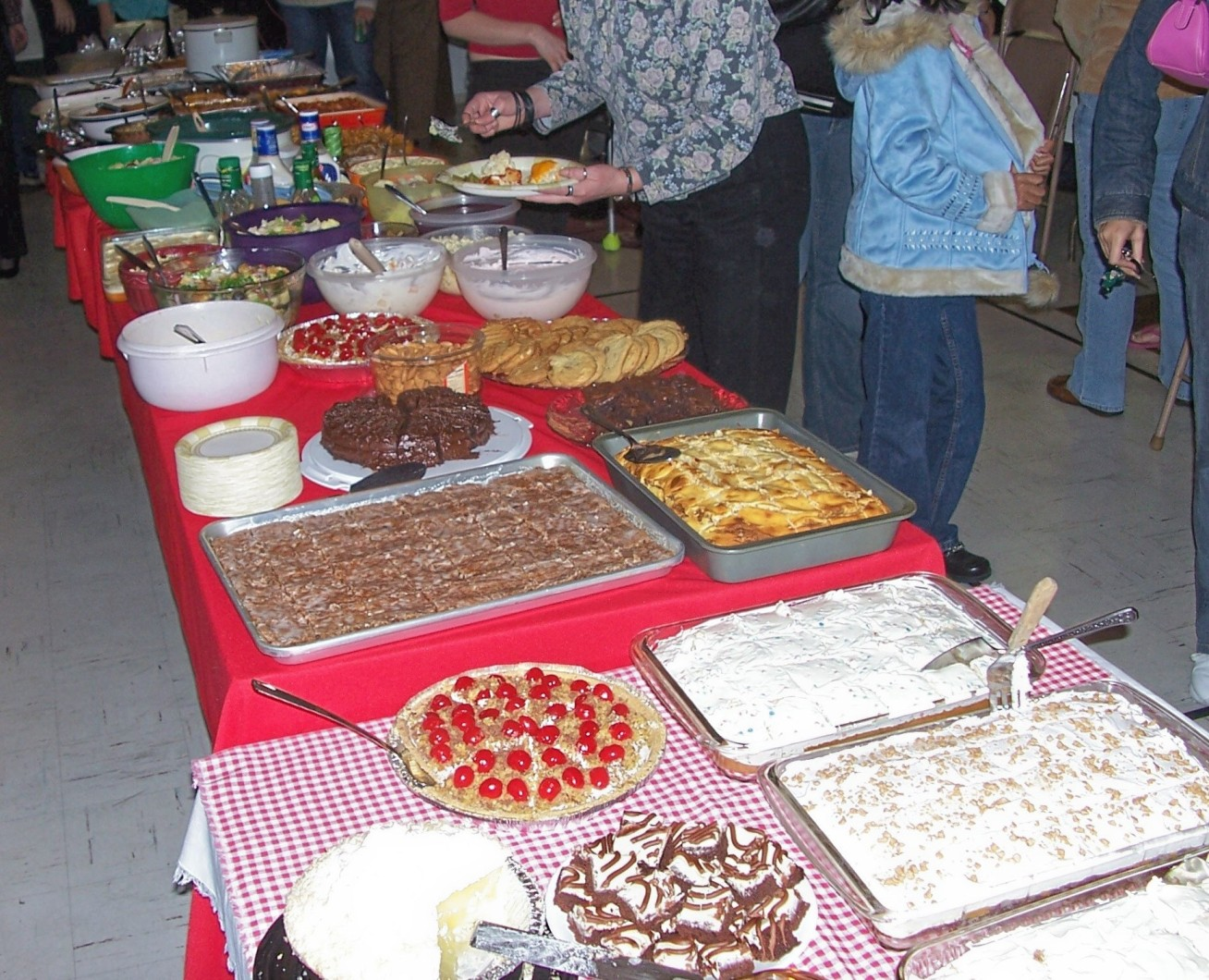
Mesa com iguarias levadas por convidados

Festa americana (em inglês é referido como potluck), também chamada de hi-fi, é um tipo de festa ou reunião informal onde todos os convidados se prontificam a levar comida e bebida, ao contrário das festas onde o anfitrião é responsável por tudo. Nesta, cada convidado leva um prato para depois poder compartilhar os pratos com os demais. 

## Brasil
Em algumas regiões do Brasil, essas festas possuem denominações diferentes, como "junta-panelas" ou “festa de adesão”.